# Mia Zapata
Mia Katherine Zapata (Louisville, Kentucky; 25 de agosto de 1965-Seattle, Washington; 7 de julio de 1993) fue la cantante principal de la banda de riot grrrl, punk rock o grunge The Gits.

## Biografía

### Inicios y primeros éxitos
En su ciudad natal tempranamente aprendió a tocar la guitarra y desarrolló sus habilidades musicales. En 1986 se juntó con un grupo de amigos y fundó el grupo musical The Gits, mientras asistía a la escuela de artes liberales Antioch Collage en Ohio. Esta escuela era considerada la cuna del activismo juvenil en las décadas de 1960 y 1970. En 1989 ella y los demás integrantes del grupo —Joe Bazo (guitarra), Mateo Fred Dresdner (bajo) y Steve Moriarty (batería)— se trasladaron a Seattle cuando la ciudad se transformó en la ciudad referencia del rock alternativo. En esa misma época nacía el movimiento grunge, cuyo sello distintivo era reflejar el descontento juvenil que se vivía en la época. La escena de la ciudad influenció a la banda.
Con el lanzamiento de su primer disco, Frenching the Bully en 1992, comenzaron a tomar más notoriedad dentro de la escena musical. En el pasado se dieron a conocer en conciertos, muchos de ellos gratuitos, que les hizo ganar una cantidad considerable de seguidores en la escena alternativa y tras su primer disco lograron realizar giras dentro de Estados Unidos y algunos países europeos aumentando sus fanes a un segmento de población mayor. Su segundo álbum Enter: The Conquering Chicken fue grabado en el año 1993 y lanzado el 22 de marzo de 1994 tras la muerte de Mia.

### Asesinato
La madrugada del 7 de julio, Mia Zapata abandonó el local Comet Tavern en Capitol Hill después de haber estado celebrando su vuelta de una gira con unos amigos. Decidió volver sola y visitó a un amigo, quien fue el último en verla con vida. El cuerpo fue encontrado en el Distrito Central de Seattle sobre las 3:30 a. m., cerca de la intersección de 24th Avenue South y South Washington Street. La joven fue violada, estrangulada y brutalmente golpeada. En un episodio del programa Crímenes imperfectos revelaron que la cantante fue reconocida por el ayudante del forense, fanático del grupo.
El desconcierto entre su círculo de amigos y familiares fue total, no solo por lo terrible del suceso, además, las circunstancias de su muerte y la identidad del asesino fueron desconocidos durante aproximadamente una década.
Mia Zapata fue enterrada en Cave Hill Cemetery en su pueblo de Louisville, Kentucky.

### Fin de un enigma

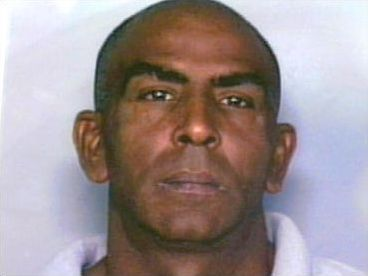
Foto del asesino de Mia Zapata, Jesús Mezquía, tomada tras su arresto en el 2003.

Durante años familiares y amigos, entre ellos bandas como Nirvana, Soundgarden, Pearl Jam, etc., contrataron los servicios de investigadores privados sin ningún resultado.
En el año 2002 la muestra de saliva con ADN del presunto agresor encontrada en el cuerpo de Mia Zapata se cotejó en el banco nacional de criminales. Esta muestra permitió verificar que la saliva pertenecía a un hombre de origen cubano llamado Jesús Mezquía de 49 años, que vivía en Seattle cuando se cometió el crimen. Mezquía tenía un largo historial delictivo y fue detenido en Miami, donde residía y condenado a 36 años de prisión por violación y asesinato en marzo de 2004.

### Conmemoraciones
El grupo 7 Year Bitch del que era amiga, tituló su disco "Viva Zapata" (1994) en honor a Mia.

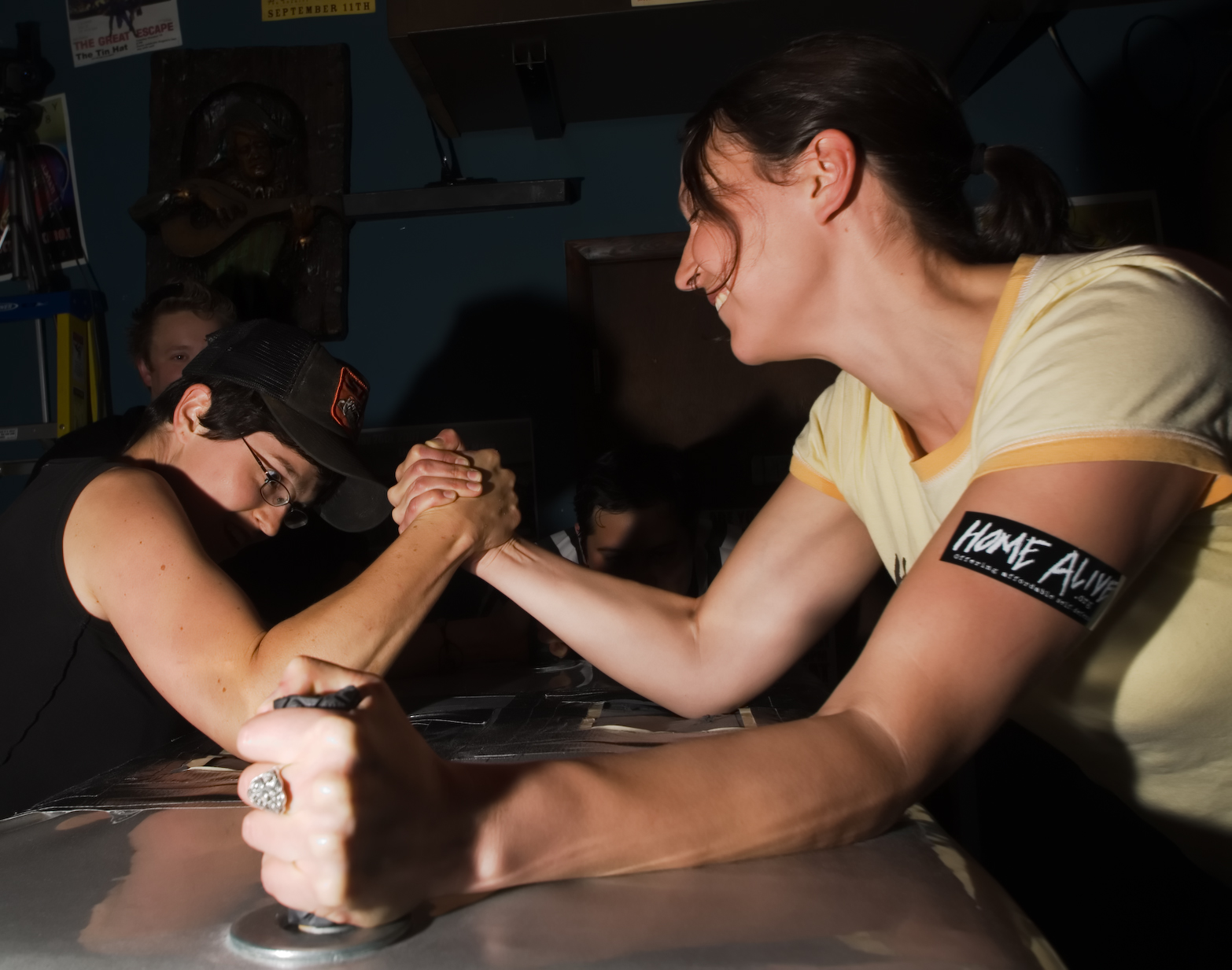
Participantes de Home Alive practicando el pulsear

Luego de su muerte un grupo de músicos y artistas de Seattle formaron Home Alive, una organización sin ánimo de lucro dedicada a enseñar a las mujeres defensa personal. En 1996 se lanzó un disco titulado "Home Alive - The Art of Self Defense" destinado a juntar fondos para esta organización. En el disco se incluyeron canciones de Pearl Jam, Nirvana, Soundgarden, Foo Fighters, Presidents of the USA, 7 Year Bitch, The Gits, Supersuckers, Los Hornets, The Posies, Joan Jett, Lydia Lunch, Jello Biafra, entre otros. Todos grupos de Seattle.
El grupo Everclear dedicó su álbum World of Noise a Mia.
La banda Richmond Fontaine creó una canción tributo llamada "The Gits".
El año 2005 se exhibió un documental creado por Kerri O'Kane llamado The Gits, relatando la trayectoria del grupo y la muerte de Mia Zapata.
Los miembros de la banda publicaron un disco compilatorio llamado Seafish Louisville (2000), con temas de estudio inéditos y remezclas.